# The “Sweetest Girl”
«The “Sweetest Girl”» es una canción interpretada por la banda británica Scritti Politti. Fue publicada el 23 de octubre de 1981 como el sencillo principal del álbum debut de la banda Songs to Remember (1982). La canción alcanzó el puesto #64 en la lista de sencilos británicos. El teclado es interpretado por Robert Wyatt.
La canción se convirtió en un éxito marginalmente más grande cinco años después, cuando fue versionada por la banda de ska Madness. Su versión de la canción alcanzó el puesto #35 en el Reino Unido y el #29 en Irlanda a principios de 1986. Madness cambió ligeramente el título de la canción a «Sweetest Girl».

## Versión de Scritti Politti

### Diseño de portada
Al igual que con la portada de todos los sencillos de Songs to Remember (1982), «The “Sweetest Girl”» rinde homenaje al empaque de un artículo de consumo de lujo, que en este caso eran cigarrillos Dunhill. Gartside afirmó que la idea detrás de las portadas de los sencillos era “transmitir una sensación de algo común y disponible que es elegante, como nuestros discos ahora”.

### Posicionamiento
| Gráfica (1981)                             | Pico de posición |
| ------------------------------------------ | ---------------- |
| Reino Unido (UK Singles Chart)             | 64               |
| Reino Unido (UK Independent Singles Chart) | 3                |